# ماريا روسا دي مادارياغا
ماريا روسا دي مادارياغا (9 فبراير 1937 - 29 يونيو 2022)، هي مؤرخة، باحثة، وكاتبة إسبانية، مؤرخة بارزة متخصصة في العلاقات بين المغرب وإسبانيا خلال فترة الحماية، هي ابنة أخت الكاتب سلفادور دي مادرياغا.
أنجزت أعمالا مهمة تتعلق بالمغرب، وهي تهتم كثيرا بتاريخ العلاقات الإسبانية المغربية، وخصوصا الفترة المتعلقة بالحماية الإسبانية في شمال المغرب. وهي حاصلة على الإجازة في الفلسفة والآداب بجامعة كمبلوتنسي بمدريد، وعلى دبلوم اللغة والأدب العربي من المعهد الوطني للغات والحضارات الشرقية بباريس، وعلى شهادة الدكتوراه في التاريخ جامعة باريس، واشتغلت كموظفة دولية مدة أربع سنوات بـ اليونسكو.

## من مؤلفاتها
- «إسبانيا والريف.. أحداث تاريخ شبه منسي» الصادر سنة 2000م
- المسلمون الذين جلبهم فرانكو (2002م).
- «مغاربة فرانكو» (2006م).
- خندق الذئب، حروب المغرب.
- عبد الكريم الخطابي والكفاح من أجل الاستقلال (2010م).
- حرب إفريقية